# Bernardo Mattarella

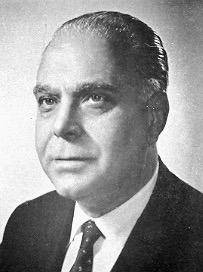
Bernardo Mattarella (1968)

Bernardo Mattarella (* 15. September 1905 in Castellammare del Golfo, Provinz Trapani; † 1. März 1971 in Rom) war ein italienischer Politiker der Christdemokratischen Partei DC (Democrazia Cristiana), der zwischen 1945 und 1946 Mitglied des Nationalrates (Consulta Nazionale), von 1946 bis 1948 Mitglied der Verfassunggebenden Versammlung (Assemblea Costituente) sowie von 1948 bis zu seinem Tode 1971 Mitglied der Abgeordnetenkammer (Camera dei deputati) war. Er übernahm zudem zahlreiche Ministerämter und war 1953 Minister für die Handelsmarine, von 1953 bis 1955 sowie zwischen 1962 und 1963 Verkehrsminister, zwischen 1955 und 1957 sowie von 1963 bis 1966 Minister für Außenhandel, von 1957 bis 1958 Minister für Post und Telekommunikation, 1963 Minister für Verkehr und Zivilluftfahrt sowie 1963 Minister für Landwirtschaft und Forsten.

## Leben
Bernardo Mattarella begann nach dem Schulbesuch ein Studium der Rechtswissenschaften und war nach dessen Abschluss mit einem Laurea in giurisprudenza als Rechtsanwalt tätig. Nach dem Ende des Zweiten Weltkrieges war er zwischen dem 25. September 1945 und dem 24. Juni 1946 Mitglied des Nationalrates (Consulta nazionale). In diesem war er zwischen dem 27. September 1945 und dem 24. Juni 1946 Sekretär der Kommission für Politik- und Verwaltungsangelegenheiten (Commissione affari politici e amministrativi). Bei der Wahl am 2. Juni 1946 wurde er für die Christdemokratische Partei DC (Democrazia Cristiana) im Wahlkreis Palermo zum Mitglied der Verfassunggebenden Versammlung (Assemblea Costituente) gewählt und gehörte dieser bis zum 31. Januar 1948 an. Er war zwischen dem 25. Juni 1946 und dem 31. Januar 1948 Quästor und Mitglied des Präsidiums der Verfassunggebenden Versammlung sowie Mitglied verschiedener Sonderkommissionen.
Bei den Wahlen vom 18. April 1948 wurde Mattarella für die Democrazia Cristiana im Wahlkreis Palermo zum ersten Mal zum Mitglied der Abgeordnetenkammer (Camera dei deputati) gewählt. In der darauf folgenden ersten Legislaturperiode (1948 bis 1953) war er vom 8. bis zum 27. Mai 1948 weiterhin Quästor (Questore) sowie zwischen dem 15. Juni 1948 und dem 24. Juni 1953 Mitglied der Kommission für Verkehr, Kommunikation und Handelsmarine (VIII Commissione (Trasporti, comunicazioni e marina mercantile)). Er übernahm zudem sein erstes Regierungsamt und war Unterstaatssekretär im Verkehrsministerium (Sottosegratario di Stato ai Trasporti) im Kabinett De Gasperi V (27. Mai 1948 bis 27. Mai 1950), im Kabinett De Gasperi VI (31. Januar 1950 bis 26. Juli 1951) sowie im Kabinett De Gasperi VII (27. Juli 1951 bis 16. Juli 1953).
Mattarella wurde für die DC im Wahlkreis Palermo bei den Wahlen vom 7. Juni 1953 wieder zum Mitglied der Abgeordnetenkammer gewählt. In der zweiten Legislaturperiode (1953 bis 1958) war er im Kabinett De Gasperi VIII vom 16. Juli bis zum 17. August 1953 Minister für die Handelsmarine (Ministro della Marina Mercantile). Danach war er Verkehrsminister (Ministro dei Trasporti) im Kabinett Pella (17. August 1953 bis 18. Januar 1954), im Kabinett Fanfani I (18. Januar bis 10. Februar 1954) sowie im Kabinett Scelba (10. Februar 1954 bis 6. Juli 1955). Im Kabinett Segni I bekleidete er zwischen dem 6. Juli 1955 und dem 19. Mai 1957 das Amt als Minister für Außenhandel (Ministro del Commercio con l’Estero) und fungierte im Anschluss vom 19. Mai 1957 bis zum 1. Juli 1958 im Kabinett Zoli als Minister für Post und Telekommunikation (Ministro delle Poste e Telecomunicazioni).
Bei den Wahlen am 25. Mai 1958 wurde er im Wahlkreis Palermo abermals zum Mitglied der Abgeordnetenkammer gewählt. In der darauf folgenden dritten Legislaturperiode (1958 bis 1963) wurde er am 12. Juni 1958 zunächst Mitglied und war daraufhin zwischen dem 30. Juli 1958 und dem 22. März 1962 Präsident der Verkehrskommission (X Commissione (Trasporti)). Er war im Anschluss vom 21. Februar 1962 bis zum 7. Juni 1963 im Kabinett Fanfani IV abermals Verkehrsminister beziehungsweise vom 7. bis 21. Juni 1963 Minister für Verkehr und Zivilluftfahrt (Ministro dei Trasporti e Aviazione civile). Zugleich gehörte er zwischen dem 1. Juli 1962 und dem 15. Mai 1963 als Mitglied der Kommission für Arbeit und soziale Sicherheit (XIII Comissione (Lavoro e Previdenza sociale)) an. Am 7. September 1959 wurde ihm das Großkreuz des portugiesischen Ordens des Infanten Dom Henrique verliehen.
Bernardo Mattarella wurde bei den Wahlen am 28. April 1963 noch einmal für die DC im Wahlkreis Palermo zum Mitglied der Abgeordnetenkammer gewählt und war während der vierten Legislaturperiode (1963 bis 1968) vom 1. Juli 1963 bis zum 4. Juni 1968 Mitglied der Kommission für Verfassungsangelegenheiten (I Commissione (Affari Costituzionali)). Im Kabinett Leone I übernahm er zwischen dem 21. Juni und dem 4. Dezember 1963 das Amt als Minister für Landwirtschaft und Forsten (Ministro dell’Agricoltora e Foreste). Daraufhin war er im Kabinett Moro I (4. Dezember 1963 bis 22. Juli 1964) sowie im Kabinett Moro II (22. Juli 1964 bis 23. Februar 1966) noch einmal Minister für Außenhandel.
Bei den Wahlen am 19. und 20. Mai 1968 wurde Mattarella erneut zum Mitglied der Abgeordnetenkammer und gehörte diesem als Vertreter des Wahlkreises Palermo bis zu seinem Tode am 1. März 1971 an. In dieser fünften Legislaturperiode (1968 bis 1972) fungierte er zwischen dem 11. Juli 1968 und seinem Tode am 1. März 1971 als Präsident der Verteidigungskommission (VII Commissione (Difesa)) der Abgeordnetenkammer.

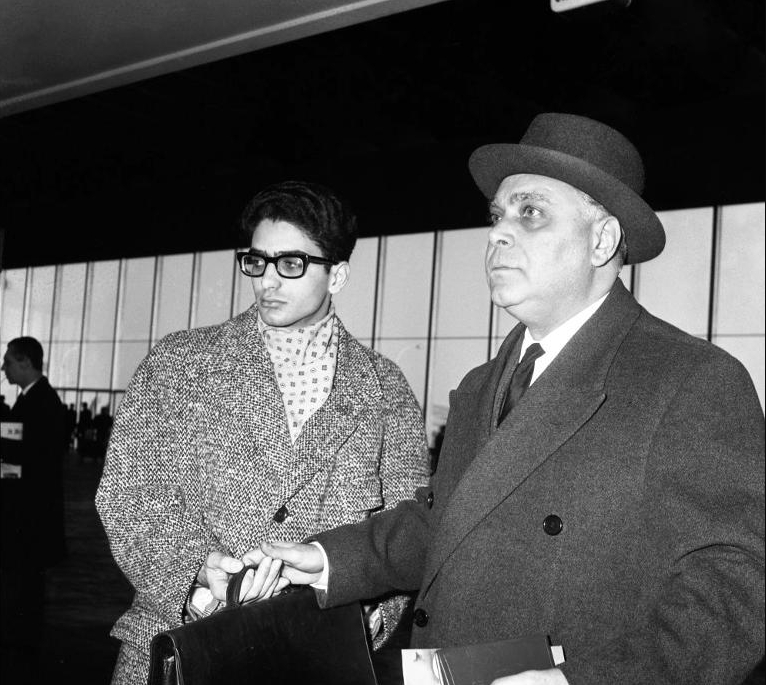
Bernardo Mattarella mit seinem Sohn Sergio Mattarella (1963)

Bernardo Mattarella war der Vater der Politiker Piersanti Mattarella (1935–1980), der von 1978 bis zu seiner Ermordung durch die Cosa Nostra am 6. Januar 1980 in Palermo Präsident Siziliens war, sowie von Sergio Mattarella (* 1941), Mitglied der Abgeordnetenkammer, Minister und seit 2015 Präsident der Italienischen Republik. Seine Enkelin Laura Mattarella (* 1968) ist die Tochter von Sergio Mattarella, die de facto die Rolle der First Lady Italiens innehat, da ihr Vater verwitwet ist.